# کوزاکی
کوزاکی (به لاتین: Kōzaki) یک منطقهٔ مسکونی در ژاپن است که در Katori District واقع شده‌است. کوزاکی ۱۹٫۸۵ کیلومترمربع مساحت و ۶٬۴۱۵ نفر جمعیت دارد.